# Samía

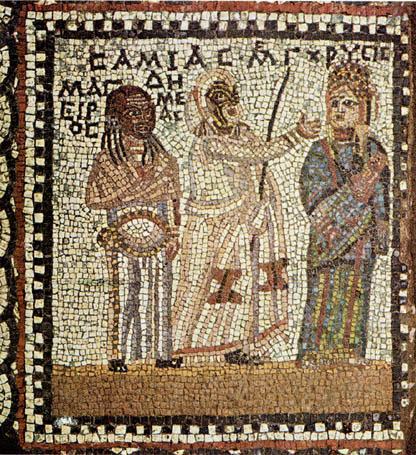
Mosaico del comedor de la Casa de Menandro (Mitilene): escena del cuarto acto de Samía. El equipo de la excavación fecha la obra en el s. III d. C.; S. Nervegna, a finales del s. IV.

Samía o La Samia (Σαμία) es una comedia de Menandro en la que la acción transcurre en la ciudad de Atenas, donde son vecinos el acaudalado Démeas y un hombre pobre llamado Nicérato. Démeas está enamorado de una hetera de la ciudad de Samos (de donde el título de la comedia), de nombre Críside. Por su parte, Mosquión es hijo adoptivo de Démeas y deja embarazada durante unas fiestas a Plangón, hija de Nicérato, circunstancia que no se atreve a comunicar a su padre adoptivo. La samia (Críside) se aviene a hacerse pasar por la madre del niño mientras se busca una solución al embrollo. A su vez, Démeas, al enterarse de que supuestamente Críside ha tenido este hijo mientras él estaba de viaje, enfurecido, decide expulsar de su casa tanto a Críside como al niño. Se complica aún más el enredo porque Démeas cree que el padre de la criatura no es otro que su propio hijo adoptivo, Mosquión. Al final se produce el desenlace feliz y se concierta, ante el regocijo general, la boda entre los dos jóvenes, padres de la criatura. 
Sin duda, es una de las mejores comedias de Menandro, y de hecho el latino Terencio pudo tomarla como modelo para escribir su Adelfos. 